# Marco Baldini
Marco Corrado Giuseppe Baldini (Firenze, 3 settembre 1959) è un conduttore radiofonico e personaggio televisivo italiano.
Oltre che come conduttore radiofonico, è noto per il sodalizio professionale instaurato con Fiorello.

## Biografia
Dopo aver iniziato a lavorare a ventuno anni per alcune radio toscane, ha esordito su scala nazionale grazie a Claudio Cecchetto su Radio Deejay, emittente per la quale ha curato diversi programmi (Baldini Ama Laurenti, Tutti per l'una, Baldini's land, Marco Baldo Show). Nel 1987 ha condotto per Videomusic il programma On the air. È il 1990 quando dai microfoni del network milanese inizia a condurre la trasmissione Viva Radio Deejay animata dalle imitazioni e caratterizzazioni di Fiorello. 
Ha lavorato dal 2001 fino al 2008 per Rai Radio 2 per la quale ha condotto con Fiorello il programma Viva Radio 2, sulla base del format dei due già collaudato su Radio Deejay tra l'89 e il '92 con la trasmissione Viva Radio Deejay per la regia di Nicola Savino. Ha avuto diversi problemi personali (forti perdite in scommesse sui cavalli) che lo hanno portato prima all'allontanamento da Radio DeeJay per poi approdare, per un breve periodo a Radio Italia Network, dove ha condotto assieme alle Fave, Angelo e Max, un programma dal nome Le Fave del Mattino.
I problemi personali continuano ed è costretto a lasciare anche RIN. In occasione della trasmissione televisiva Stasera pago io... Revolution, condotta da Fiorello su Rai Uno nel 2004, Baldini ha condotto la versione radiofonica del programma, occupandosi dei collegamenti dalla Radio, e interagendo anche in voce con il conduttore in una serie di sketch già proposti nella trasmissione Viva Radio 2. Nel settembre 2005 ha pubblicato l'autobiografia Il Giocatore (ogni scommessa è debito).
Nel 2007 ha partecipato al torneo di poker delle celebrità organizzato da SKY Sport. Nel gennaio 2008 ha condotto, insieme a Fiorello, il minishow in dieci puntate Viva Radio Due... minuti, in onda su Rai Uno subito dopo il telegiornale delle 20. Nell'estate del 2008 ha condotto su Radio 2 il programma Più estate per tutti.
Il programma, in onda nella fascia oraria dalle 8 alle 9.30 presentava alcune gag, con le rubriche Vox Populi (la voce dei radioascoltatori registrata in segreteria telefonica e mandata in onda "senza filtri"), Scandalo al sòla (dove un radioascoltatore racconta una truffa subita), Goletta Marrone (racconti di vacanze sfortunate), Non è mai troppo tardi (surreali lezioni di giapponese) e il Premio Bancarella, che consiste in un improbabile oggetto di plastica rigorosamente "made in China" assegnato allo spettatore che invia l'SMS più originale.
Nel 2008 è uscito al cinema il film Il mattino ha l'oro in bocca, tratto dalla sua biografia Il Giocatore (ogni scommessa è debito), con Elio Germano (nel ruolo di Baldini), Corrado Fortuna (in quello di Fiorello), Martina Stella e Laura Chiatti. Nel 2009 ha partecipato come concorrente alla quarta edizione del reality show La fattoria e uscendone vincitore con 100.000 euro, dichiarando poi di voler devolvere l'intera cifra in beneficenza alle vittime del terremoto dell'Abruzzo.
Dal 18 maggio 2009 fino a fine luglio 2011 ha condotto su Radio Kiss Kiss il programma radiofonico Vieni Avanti Kiss Kiss dalla domenica al venerdì dalle 10 alle 13 con Stefania Lillo, Mauro Convertito, Alessandro Lillo, Rodrigo De Maio per la regia di Alfredo Porcaro. Dal 14 novembre al 5 dicembre partecipa a Il più grande spettacolo dopo il weekend, programma di Fiorello su Rai 1. Nel marzo del 2012 è approdato a Radio Manà Manà ma nel settembre dello stesso anno l'editore della radio, Stefano Bandecchi, risolve il contratto.
Dal 9 marzo 2013 ritorna a Radio Deejay, nel mattino del week-end, con il programma Il Marchino ha l'oro in bocca, in onda dalle 7.00 alle 9.00. Il 21 giugno seguente però il direttore di Radio Deejay, Linus, annuncia sul suo blog la conclusione del rapporto lavorativo con Baldini a partire dal mese successivo; Baldini successivamente ne ha precisato le motivazioni sulla sua pagina Facebook. Da Roma il 15 luglio parte Stocast, live-show prodotto dalla BJ Entretainment in cui 20 aspiranti di successo vengono intervistati e messi alla prova da Baldini per poi essere votati sulla sua pagina di Facebook.
Baldini torna alle emittenti radio locali dal 26 agosto, conducendo "L'Università del calcio" sulla radio romana Qlub Radio (FM 89.3) tutti i giorni dalle 14.00 alle 18.00. In seguito conduce anche "Attaccati al Qlub", programma di attualità in onda dal lunedì al venerdì dalle 9.00 alle 12.00.
Dal 27 settembre 2013 partecipa a Edicola Fiore di Fiorello, programma web che va poi in onda anche su Radio 2. Dal 5 maggio 2014 passa con Fiorello su Radio 1 debuttando nella trasmissione mattutina Fuori programma, che abbandona quindi nel novembre dello stesso anno per problemi personali ("non mi sento più in grado di garantire un buon livello di professionalità, preferisco non danneggiare Fuoriprogramma e lasciare la trasmissione con Fiorello su Radio1").
Dal 3 settembre conduce la trasmissione "ll Gatto sul Raccordo" sulle frequenze dell'emittente locale Radio Radio, andando in onda dal lunedì al venerdì dalle 18.30 alle 20.30. Nel 2014 recita, al fianco di Annalisa Minetti, nel cortometraggio Alcolista per sopportazione per la regia di Antonio Zitiello.
Terminata la collaborazione con Radio Radio, Baldini ritorna a far sentire la sua voce nel luglio 2015 dall'applicazione per smartphone Periscope, che manda in onda tutte le sere alle 23:00. Nel luglio 2016 inizia la sua collaborazione con la radio romana Radio Rock, curando la fascia pomeridiana dalle 17 alle 19 che però termina qualche mese più tardi.
Da fine gennaio 2018 conduce la trasmissione Teste di Calcio sulla neo-nata emittente radiofonica RMC Sport Network assieme all'imitatore Gianfranco Butinar ed il Trio d'Italia. 
Da settembre è stato sostituito da Lapo De Carlo. Dopo un breve periodo trascorso lavorando come dj per serate in spettacoli locali, nel 2019 approda all'emittente radiofonica romana NSL Radio dove, dal 16 settembre, conduce Marcomale, programma al quale nel Febbraio 2021 si unisce la spalla radiofonica Marco Aki; sempre nel 2018 ha lavorato anche per un periodo come opinionista di Live Non è la D'Urso. 
Nel 2020 è ospite delle trasmissioni Italia sì e Vieni da me dove commenta il successo dei vecchi amici Amadeus e Fiorello al Festival di Sanremo con Nicola Savino a L'AltroFestival, tutti diventati famosi con Baldini a Radio Deejay, rammaricandosi per non essere stato lì con loro. Nell'ottobre dello stesso anno diventa opinionista del programma La vita in diretta. L'anno dopo apre un canale YouTube dove inaugura la trasmissione BadMark, in cui fa le interviste a diverse persone, come DJ, musicisti, youtuber e altri. Da ottobre 2023 conduce su radio Birikina la trasmissione W noi due in coppia con Maurizio Francabandiera, dal lunedì al venerdì dalle 23.00 alle 01.00.
Nel 2022 ha vinto il premio Microfono d'Oro
Successivamente inizia a condurre Vizi Capitale su Lazio TV insieme a Morena Rosini e Gli Inascoltabili su Radio Roma Sound.

## Vita privata
Nel settembre 2007 ha sposato la conduttrice radiofonica Stefania Lillo; a fargli da testimone è stato l'amico Fiorello. Dal 2011 in poi ha avuto numerosi problemi legati alla sua dipendenza dal gioco d'azzardo che nel 2014 hanno causato la fine del suo sposalizio. Nel maggio 2015 confessa, nel corso della trasmissione radiofonica di Radio 24 La Zanzara, di avere sviluppato una gravissima forma di ludopatia che lo ha portato a contrarre debiti e a tentare il suicidio.
Nel 2011 è stato vittima di un usuraio della Banda della Magliana, nel 2018 lo è stato del clan Casamonica, mentre nel 2019 e nel 2021 di diverse organizzazioni di usurai.
Nel 2020 è diventato padre per la prima volta a 61 anni di Leonardo, avuto dalla sua attuale compagna Aurora, di 26 anni più giovane.
Nel 2022 e nel 2025 dichiara in alcune interviste che la ludopatia, almeno inizialmente, era solamente una copertura, inventata per nascondere di aver perso una grossa somma investendo in un'operazione poi rivelatasi una truffa.

## Radio
- Viva Radio Deejay (Radio Deejay, 1990-1992)
- Baldini's land (Radio Deejay, 1990-1993)
- Baldini Ama Laurenti (Radio Deejay, 1993-1995)
- Tutti per l'una (Radio Deejay, 1995-1998)
- Marco Baldo Show (Radio Deejay, 1998-2000)
- Le Fave del Mattino (RIN - Radio Italia Network, 2000-2001)
- Viva Radio 2 (Rai Radio 2, 2001-2008)
- Stasera pago io - Revolution (Rai Radio 2, 2004)
- Più estate per tutti (Rai Radio 2, 2008)
- Vieni avanti Kiss Kiss (Radio Kiss Kiss, 2009-2011)
- Baldini a 90 (Radio Manà Manà, 2012)
- Il Marchino ha l'oro in bocca (Radio Deejay, 2013)
- L'Università del calcio (Qlub Radio, 2013)
- Attaccati al Qlub (Qlub Radio, 2013-2014)
- Edicola Fiore (Rai Radio 2, 2013-2014)
- Fuori programma (Rai Radio 1, 2014)
- Il Gatto sul Raccordo (Radio Radio, 2014-2015)
- Abbardi (Radio Rock, 2016-2017)
- Teste di calcio (RMC Sport Network, 2018)
- Marcomale (NSL Radio, 2019-?)
- L'Uomo delle Stelle (NSL Radio, 2019-?)
- Zara87show (NSL Radio, 2019-?)[28]
- W noi due (Radio Birikina, 2023-?)
- Gli Inascoltabili (Radio Roma Sound , dal 2024)[29]

## Televisione
- On the air (Videomusic, 1987-1989)
- Concerto del Primo Maggio (Rai 3, 2003)
- Stasera pago io - Revolution (Rai 1, 2004)
- Viva Radio 2... e anche un po' Raiuno (Rai 1, 2006)
- Viva Radio 2 - Stasera in TV (RaiSat Extra, 2007)
- La notte del poker - Celebrity Edition (Sky Sport 2, 2007) - concorrente
- Viva Radio 2... minuti (Rai 1, 2008)
- La fattoria (Canale 5, 2009) - concorrente
- Il più grande spettacolo dopo il weekend (Rai 1, 2011)
- Domenica in (Rai 1, 2014-2015)
- Vieni da me (Rai 1, 2020)
- La vita in diretta (Rai 1, 2020)
- Vizi Capitale (Lazio TV, dal 2024)

## Web
- Stocast (Facebook, 2013)
- Edicola Fiore (Twitter, 2013-2014)
- www.badmark.it
- Badmark (YouTube, 2021)

## Discografia

### Con Fiorello

#### Raccolte
- Uno è famoso, l'altro no: il meglio di Viva Radio2 (2002) - con allegato l'omonimo libro
- Viva Radio 2 (il meglio del 2003) (2003)
- Viva Radio 2 (il meglio del 2005) (2005)
- Viva Radio Deejay - Il meglio di... (2006)
- Viva Radio 2 (il meglio del 2006) (2006)
- Viva Radio 2 (il meglio del 2007) (2007)
- Chi Siamo Noi (Gli inediti di Viva Radio 2) (2007)
- Pronto c'è Mike: Telefonate al "vero" Mike Bongiorno (2008) - con allegato il libro di Aldo Grasso Fenomelogia di Fiorello
- Viva Radio 2 (il meglio del 2008) (2008)

#### Singoli
- Chi siamo noi (2007)

## Filmografia

### Sceneggiatore
- Il mattino ha l'oro in bocca, regia di Francesco Patierno (2008)

### Attore
- Alcolista per sopportazione, regia di Antonio Zitiello (2014) - cortometraggio

## Pubblicazioni
- Marco Baldini e Paolo Rossato, Ti lascio: sii felice, Milano, Mondadori, 1999, ISBN 88-04-47613-3.
- Fiorello, Marco Baldini e Sergio Rubino, Uno è famoso, l'altro no: il meglio di Viva Radio2 (con CD), collana Biblioteca umoristica Mondadori, Milano, Mondadori, 2002, ISBN 88-04-50284-3.
- Marco Baldini, Il giocatore: ogni scommessa è un debito, Milano, Baldini Castoldi Dalai, 2005, ISBN 88-8490-774-8.